# Prix Lumière/Bestes Erstlingswerk

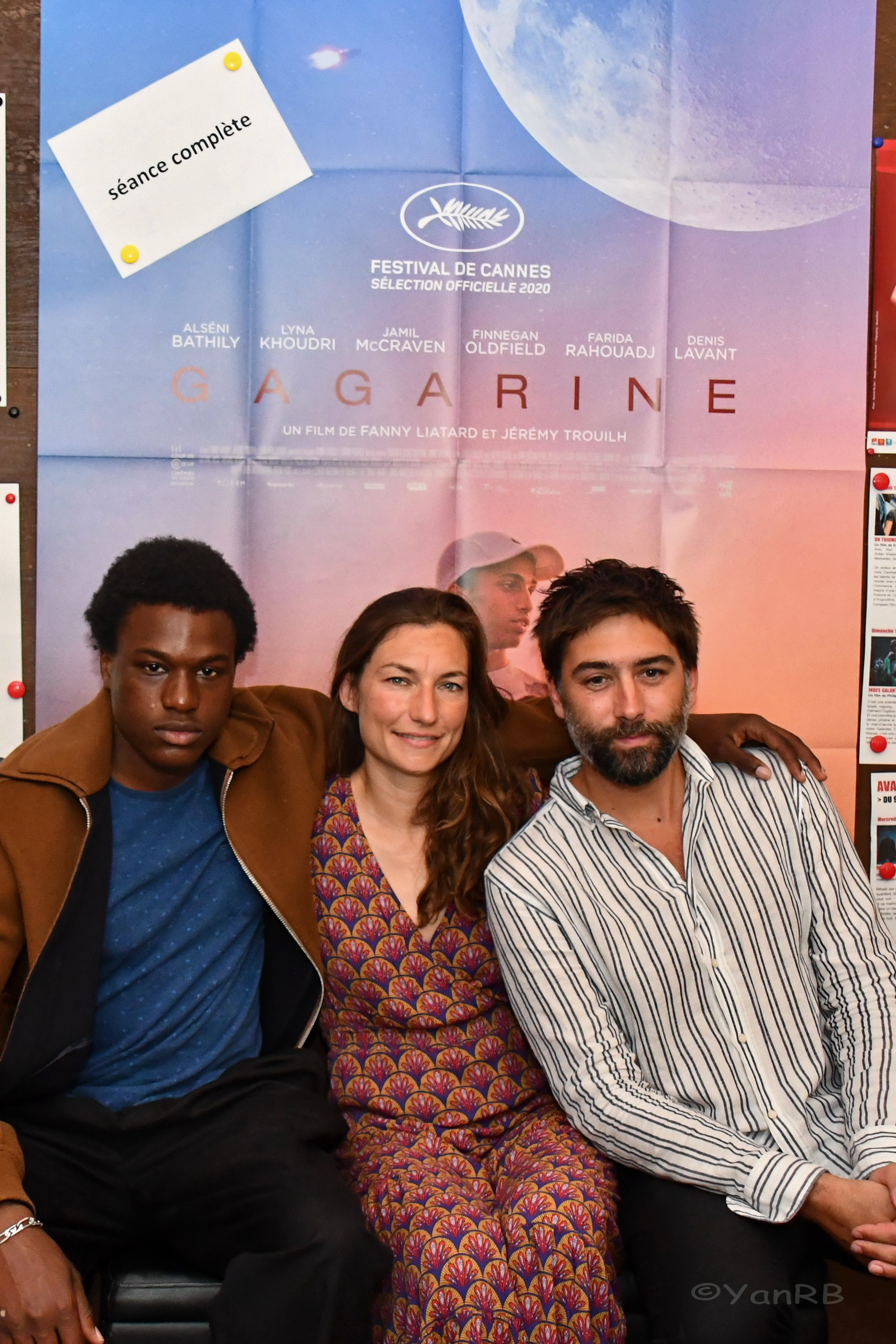
Preisträger 2022: Fanny Liatard und Jérémy Trouilh (Gagarin – Einmal schwerelos und zurück) gemeinsam mit ihrem Hauptdarsteller Alseni Bathily (links)

Der Prix Lumière in der Kategorie Bestes Erstlingswerk (Meilleur premier film) wird seit 2014 verliehen. Die französische Auslandspresse vergibt seit 1996 alljährlich ihre Auszeichnungen für die besten Filmproduktionen und Filmschaffenden rückwirkend für das vergangene Kinojahr.
In fünf Fällen stimmte der prämierte Film mit dem späteren César-Gewinner überein, zuletzt im Jahr 2021.
| Jahr | Preisträger                         | Deutscher Titel                        | Regie                         |
| 2014 | Les garçons et Guillaume, à table!* | Maman und ich                          | Guillaume Gallienne           |
| 2015 | Les combattants*                    | Liebe auf den ersten Schlag            | Thomas Cailley                |
| 2016 | Mustang*                            | Mustang                                | Deniz Gamze Ergüven           |
| 2017 | Divines*                            | Divines                                | Houda Benyamina               |
| 2018 | En attendant les hirondelles        | Warten auf Schwalben                   | Karim Moussaoui               |
| 2019 | Jusqu’à la garde                    | Nach dem Urteil                        | Xavier Legrand                |
| 2020 | The Mustang                         | k. A.                                  | Laure de Clermont-Tonnerre    |
| 2021 | Deux*                               | Wir beide                              | Filippo Meneghetti            |
| 2022 | Gagarine                            | Gagarin – Einmal schwerelos und zurück | Fanny Liatard, Jérémy Trouilh |
| 2023 | Le sixième enfant                   | k. A.                                  | Léopold Legrand               |
| 2024 | Le ravissement                      | Le ravissement                         | Iris Kaltenbäck               |
| 2025 | Vingt Dieux                         | Könige des Sommers                     | Louise Courvoisier            |

* = Filme, die später den César für das beste Erstlingswerk des Jahres gewannen.